# مسجد عرب احمد
مسجد عرب احمد (به انگلیسی: Arabahmet Mosque)  مسجدی در شهر نیکوزیای شمالی در جمهوری ترک قبرس شمالی می‌باشد. این مسجد در اواخر قرن شانزدهم ساخته شد و نام‌گذاری آن پس از فرماندهی ارتش عثمانی در سال ۱۵۷۱ صورت گرفت. همچنین مقبره تعدادی از شخصیت‌های بزرگ در بخش باغ آن جای دارد.

## نگارخانه

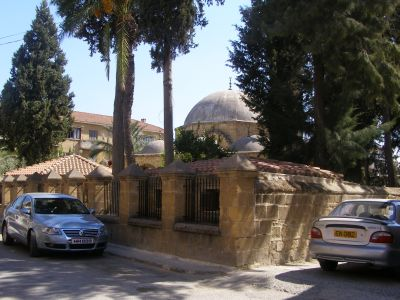
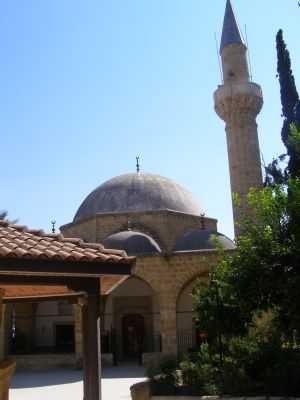
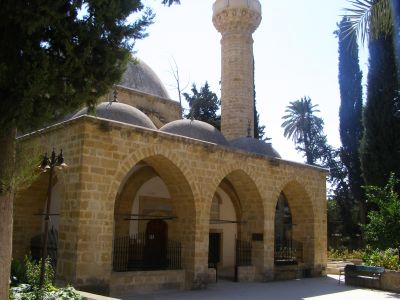
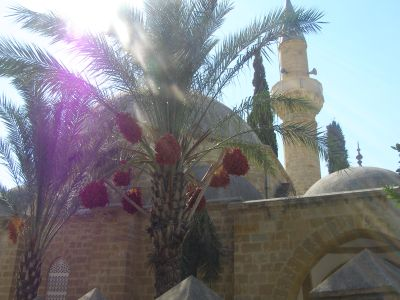
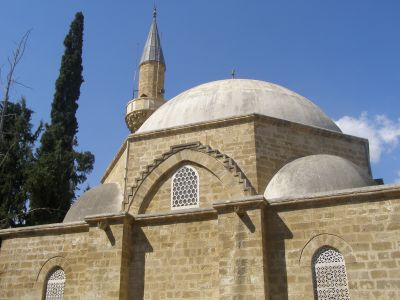